# Fanart

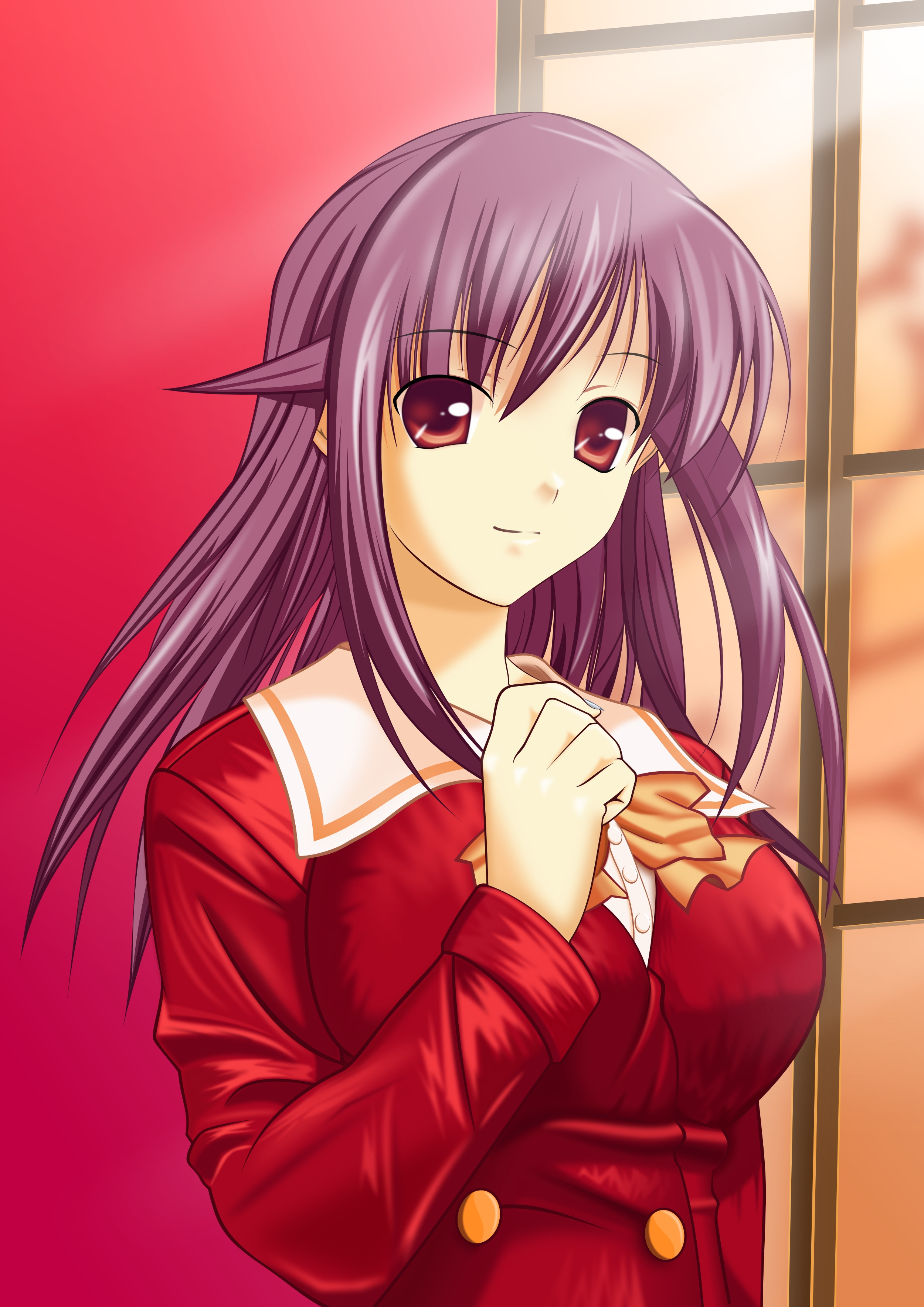
Tekening van een animefiguur met de naam 'Mahuri'.

Fanart is een verzamelnaam van grafisch werk dat door fans is gemaakt. Het is afgeleid van een fictief werk of karakters uit een serie.
Fanart bestaat in verschillende vormen. Naast traditionele tekeningen en schetsen maken fans ook baniers, animaties, fotocollages, posters, of artistieke weergaven van citaten afkomstig van een personage. Fanart kan zowel in oorspronkelijke als in nieuwe context worden geplaatst. Fanart wordt vrijwel nooit erkend of bevestigd door de oorspronkelijke auteurs van het grafische werk. In de praktijk wordt het tekenen en publiceren van fanart echter maar zelden verboden, omdat fans behoren tot een trouwe achterban.
Door de controverse van fanart bestaan er vele zienswijzen over het onderwerp. Een van de grote controverses is de erkenning van kunst in zijn geheel, omdat het geen originele uiting van de artiest is, maar een afgeleide werk. Een tegenargument is dat een fan zijn eigen stijl toevoegt aan het grafische werk.